# 보이스로이드
보이스로이드(Voiceroid)는 AH-Software가 개발한 음성 합성기 응용 프로그램의 하나로, 음성을 위해 설계되었다. 현재 일본어만 지원한다. 이 이름은 보컬로이드라는 노래부르기 소프트웨어에서 비롯된 것으로, 여기에서 AH-Software는 보이스뱅크도 개발한다. AH-Software의 보컬로이드와 보이스로이드 둘 다 2009년 12월 4일 판매에 들어갔다.
템포, 음높이, 억양과 같은 설정을 제어하는 일반적인 음성 합성 프로그램과는 구별된다.

## 제품

### 보이스로이드
보이스로이드
- 츠쿠요미 쇼타: 7살 남성에 기반하여 설계. 출시일: 2009년 12월 4일.
- 츠쿠요미 아이: 5살 여성 및 쇼타의 여동생 제품으로 설계. 출시일: 2009년 12월 4일.

보이스로이드+
- 요시다 군:[2] 출시일: 2010년 10월 22일.
- 츠루마키 마키:[3][4] 10대 여성. 출시일: 2010년 11월 12일. 욕설 검열이 포함되지 않은 최초의 보이스로이드.
- 유즈키 유카리: 보이스로이드 라이브러리도 포함된 최초의 보컬로이드. 여러 새로운 표현이 있음. 출시일: 2011년 12월 22일
- 도호쿠 즌코: 10대 여성. 원래 도호쿠 지방 재건을 돕기 위해 설계됨. 캐릭터 디자인은 즌다모치에 기반을 둠.[5] 출시일: 2012년 9월 28일.[6] 2014년 6월 보컬로이드 3 보이스뱅크를 받음.
- 코토노하 아카네·아오이: 여성 쌍둥이. 사카키바라 유이의 음성.[7]

보이스로이드 + Ex
- 코토노하 패키지가 업그레이드된 것을 제외한 6개의 과거 보이스로이드.
- 미나세 코우:[8][9] 이 소프트웨어 버전을 위해 출시된 최초의 새로운 남성 보컬. 2015년 10월 29일에 출시됨.
- 쿄마치 세이카[10]
- 도호쿠 키리탄

### 보이스로이드 2
- 유즈키 유카리
- 코토노하 아카네·아오이[11]
- 키즈나 아카리
- 하루노 소라
- 도호쿠 이타코

## 같이 보기
- 음성 합성
- 보컬로이드